# Kevin Smith (hockey sur glace)
Pour les articles homonymes, voir Kevin Smith et Smith.
Kevin Smith (né le 17 juillet 1946 à Charlottetown à l'Île-du-Prince-Édouard au Canada et décédé le 14 avril 2020) est un joueur professionnel canadien de hockey sur glace.

## Biographie

### Carrière junior
Kevin Smith joue ces années juniors avec les Canadiens de Halifax, une équipe de la Nova Scotia Junior Hockey League. Lors de sa dernière année junior, il mène la ligue pour les minutes de pénalités avec 159 minutes en 46 matchs. En 1967, les Canadiens remportent la ligue et se qualifient pour la Coupe Memorial, compétition à laquelle Smith participe. Sa carrière commence alors qu'il est repêché par les Seals de la Californie, nouvelle équipe de la LNH lors du repêchage amateur de la LNH 1967 au 18e et dernier rang. Il est le seul joueur repêché en troisième ronde.

### Carrière professionnelle
Il rejoint alors les Flags de Port Huron dans la LIH pour une saison. Ce passage est de courte durée puisqu'il rejoint dès 1968 les Dixie Flyers de Nashville qui participent à la Eastern Hockey League. Dès sa première saison avec l'équipe, il atteint la finale de la ligue. Cependant, les résultats sont moindres durant les deux saisons suivantes où l'équipe ne dépasse pas la première ronde des séries. Ces trois campagnes avec la formation sous l'entraineur Lloyd Hinchberger sont également les trois dernières de la formation tennesséenne. Sa dernière saison à Nashville se termine prématurément puisque Smith se fracture la mâchoire vers la fin de la saison. Sa dernière apparition connue dans une compétition senior est avec les Royals de Charlottetown lors de la Coupe Hardy en 1972.

### Après-carrière
À la suite de sa carrière, il retourne à l'Île-du-Prince-Édouard et se tourne vers l'aménagement paysager. Smith et sa femme, Norah, ont trois enfants nommés Treena, Chad and Jillian. En 1991, il est l'entraineur adjoint de Gordie Whitlock avec les Armour Fence Islanders de Charlottetown. Avec cette équipe, il remporte la Coupe Allan. Cette édition des Islanders est introduite au temple de la renommée du sport de l'Île-du-Prince-Édouard,. Il décède le 14 avril 2020 à l'âge de 73 ans.

## Statistiques
| Saison    | Équipe                    | Ligue          |                            | Saison régulière           | Saison régulière           | Saison régulière           | Saison régulière           | Saison régulière           |                            | Séries éliminatoires       | Séries éliminatoires       | Séries éliminatoires       | Séries éliminatoires | Séries éliminatoires |
| Saison    | Équipe                    | Ligue          | PJ                         | B                          | A                          | Pts                        | Pun                        | PJ                         | B                          | A                          | Pts                        | Pun                        |                      |                      |
| 1965-1966 | Canadiens de Halifax      | NSJHL          | 6                          | 1                          | 2                          | 3                          | 13                         | -                          | -                          | -                          | -                          | -                          |                      |                      |
| 1966-1967 | Canadiens de Halifax      | NSJHL          | 46                         | 4                          | 22                         | 26                         | 159                        | -                          | -                          | -                          | -                          | -                          |                      |                      |
| 1967      | Canadiens de Halifax      | Coupe Memorial | Statistiques indisponibles | Statistiques indisponibles | Statistiques indisponibles | Statistiques indisponibles | Statistiques indisponibles | Statistiques indisponibles | Statistiques indisponibles | Statistiques indisponibles | Statistiques indisponibles | Statistiques indisponibles |                      |                      |
| 1967-1968 | Flags de Port Huron       | LIH            | 22                         | 0                          | 2                          | 2                          | 18                         | -                          | -                          | -                          | -                          | -                          |                      |                      |
| 1968-1969 | Dixie Flyers de Nashville | EHL            | 60                         | 6                          | 19                         | 25                         | 95                         | 14                         | 1                          | 8                          | 9                          | 4                          |                      |                      |
| 1969-1970 | Dixie Flyers de Nashville | EHL            | 69                         | 7                          | 19                         | 26                         | 104                        | -                          | -                          | -                          | -                          | -                          |                      |                      |
| 1970-1971 | Dixie Flyers de Nashville | EHL            | 66                         | 1                          | 19                         | 20                         | 104                        | -                          | -                          | -                          | -                          | -                          |                      |                      |
| 1972      | Royals de Charlottetown   | Coupe Hardy    | Statistiques indisponibles | Statistiques indisponibles | Statistiques indisponibles | Statistiques indisponibles | Statistiques indisponibles | Statistiques indisponibles | Statistiques indisponibles | Statistiques indisponibles | Statistiques indisponibles | Statistiques indisponibles |                      |                      |